# Liste der Mitglieder des liechtensteinischen Landtags (1902)
Diese Liste führt die Mitglieder des Landtags des Fürstentums Liechtenstein auf, der aus den Landtagswahlen des Jahres 1902 hervorging. Die vom Volk zwischen dem 25. und 28. August 1902 gewählten Wahlmänner trafen sich am 3. September 1902 in Mauren und am 4. September in Vaduz. Im Wahlkreis Oberland wurden sieben Abgeordnete gewählt, im Wahlkreis Unterland fünf. Außerdem wurden am 21. September 1902 drei Abgeordnete vom Landesfürsten Johann II. ernannt.
Um in den Landtag gewählt zu werden, benötigte man in den ersten beiden Wahlgängen die absolute Mehrheit aller anwesenden Wahlmänner. Konnten bis dahin immer noch nicht genügend Abgeordnete gewählt werden, reichte im dritten Wahlgang die relative Mehrheit.

## Anzahl der Wahlmänner
Nach der Liechtensteinischen Verfassung wurde der Landtag nicht direkt, sondern mittels Wahlmännern gewählt. Zwischen dem 25. und 28. August 1902 fanden die Wahlen in den Schulhäusern aller Gemeinden statt. Die Anzahl der Wahlmänner, die eine Gemeinde stellte, richtete sich nach der Anzahl der Einwohner der Gemeinde. Für 100 Einwohner stellte sie zwei Wahlmänner, wobei die Einwohnerzahl auf volle 100 kaufmännisch gerundet wurde. Für die Landtagswahl 1902 stellten die elf Gemeinden folgende Wahlmänner.
| Gemeinde     | Wahlmänner |
| ------------ | ---------- |
| Balzers      | 26         |
| Eschen       | 22         |
| Gamprin      | 8          |
| Mauren       | 22         |
| Planken      | 2          |
| Ruggell      | 12         |
| Schaan       | 22         |
| Schellenberg | 10         |
| Triesen      | 22         |
| Triesenberg  | 24         |
| Vaduz        | 22         |
| Gesamt       | 192        |

## Liste der Mitglieder
Die Wahlmänner des Wahlkreises Oberland trafen sich am 4. September 1902 im Niggschen Gasthaus in Vaduz, heute das Hotel Schlössle, um die Wahl der Abgeordneten durchzuführen. Die Wahlmänner aus Unterland trafen sich bereits am Tag zuvor, am 3. September 1902, im Schulhaus in Mauren. Seit 1877 galt dabei, dass die Wahl auf jeden Fall zur angekündigten Uhrzeit begonnen wurde, auch wenn nicht alle Wahlmänner anwesend waren. Daher waren von den 118 aus dem Wahlkreis Oberland gewählten Wahlmännern nur 117 anwesend, aber alle 74 Unterland-Wahlmännern.
| Name                  | Wahlkreis | Bemerkungen                                                                       |
| --------------------- | --------- | --------------------------------------------------------------------------------- |
| Franz Josef Beck      | Oberland  | Zweiter Wahlgang                                                                  |
| Heinrich Brunhart     | Oberland  | Erster Wahlgang                                                                   |
| Johann Baptist Büchel | Oberland  | Erster Wahlgang                                                                   |
| Ludwig Elkuch         | Unterland | Erster Wahlgang                                                                   |
| Jakob Falk            | Oberland  | Dritter Wahlgang                                                                  |
| Alfons Feger          | Ernennung |                                                                                   |
| Wilhelm Fehr          | Unterland | Dritter Wahlgang; legte sein Mandat 1903 nieder, für ihn rückte Andreas Heeb nach |
| Johann Gstöhl         | Unterland | Erster Wahlgang                                                                   |
| Andreas Heeb          | Unterland | rückte 1903 für Wilhelm Fehr nach                                                 |
| Franz Josef Hoop      | Unterland | Erster Wahlgang                                                                   |
| Jakob Kaiser          | Ernennung |                                                                                   |
| Lorenz Kind           | Unterland | Erster Wahlgang                                                                   |
| Meinrad Ospelt        | Ernennung |                                                                                   |
| Albert Schädler       | Oberland  | Erster Wahlgang                                                                   |
| Carl Schädler         | Oberland  | Erster Wahlgang                                                                   |
| Franz Schlegel        | Oberland  | Dritter Wahlgang                                                                  |

## Liste der Stellvertreter
Nach den Abgeordneten wurden deren Stellvertreter gewählt. Ebenfalls wurde hier in den ersten zwei Wahlgängen eine absolute Mehrheit und im dritten Wahlgang eine relative Mehrheit benötigt.
| Name             | Wahlkreis | Bemerkungen                                                              |
| ---------------- | --------- | ------------------------------------------------------------------------ |
| Alfons Brunhart  | Oberland  | Erster Wahlgang                                                          |
| Andreas Heeb     | Unterland | Erster Wahlgang; rückte 1903 für Wilhelm Fehr nach                       |
| Jakob Kaiser     | Oberland  | Erster Wahlgang; wurde später vom Landesfürsten zum Abgeordneten ernannt |
| Xaver Kindle     | Unterland | Zweiter Wahlgang                                                         |
| Egon Rheinberger | Oberland  | Dritter Wahlgang                                                         |